# جک هریسون
جک هریسون (انگلیسی: Jack Harrison؛ زادهٔ ۲۰ نوامبر ۱۹۹۶) بازیکن فوتبال اهل بریتانیا است که برای باشگاه اورتون بازی می‌کند.

وی همچنین در تیم ملی فوتبال زیر ۲۱ سال انگلستان بازی کرده‌است.
هریسون به عنوان یک کودک هفت ساله مدت کوتاهی را در آکادمی لیورپول گذراند و سپس به آکادمی منچستریونایتد رفته و هفت سال را در آنجا گذراند. در ۱۴ سالگی تصمیم گرفت آکادمی منچستریونایتد را ترک کند و به بلک‌راک برود. در ۳۰ ژانویه ۲۰۱۸، هریسون با منچسترسیتی قرارداد امضا کرد. پس از حضور قرضی در میدلزبرو و لیدز یونایتد، او در سال ۲۰۲۱ قرارداد دائمی با لیدزیونایتد امضا نمود. او یک مهاجم چپ پا و کامل است که بیشتر به عنوان بال هجومی در جناح چپ بازی می‌کند. او به خاطر توانایی دریبل‌زنی سخت‌کوشی و سرعت بالا شناخته می‌شود. در ۲۲ مه ۲۰۲۲ هریسون در پیروزی ۲-۱ مقابل برنتفورد در وقت‌های تلف‌شده گل پیروزی‌بخش تیمش را به ثمر رساند و لیدز یونایتد در نتیجه این پیروزی در لیگ برتر ماندگار شد.

## دوران ملی
در ۱ اکتبر ۲۰۱۷، هریسون پس از مصدومیت روبن لوفتوس-چیک و شی اوجو برای بازی با اسکاتلند و آندورا، برای اولین بار به تیم ملی فوتبال زیر ۲۱ سال انگلستان دعوت شد. او اولین بازی خود را در بازی مقابل اسکاتلند انجام داد و در دقیقه ۸۸ جایگزین تامی آبراهام شد. او پس از آن یک بازی دیگر برای این تیم انجام داد.